# Ambroise (abbé d'Agaune)
Pour les articles homonymes, voir Ambroise.
Ambroise (Ambrosius), mort en 520, est un saint catholique, abbé au début du VIe siècle.

## Biographie
Ambroise est abbé de l'Ile-Barbe, près de Lyon,.
Il est appelé, vers 515, par l'abbé de Saint-Maurice d'Agaune, Hymnemode, pour venir le soutenir dans la direction du monastère,. Il est ainsi prior ou decanus de Saint-Maurice d'Agaune. À la mort d'Hymnemode, l'année suivante, il lui succède à la tête de l'abbaye,.
Le monastère connaît un « brillant développement », en raison de sa gestion « charitable et rigoureuse ».
Ambroise meurt en 520 (probablement le 2 novembre), son corps est inhumé dans l'abbatiale qu'il a fait ériger,.
Son nom est inscrit au Martyrologe romain au 2 novembre. Sa Vie et son épitaphe, ainsi que celles de son prédécesseur et de son successeur Achive, ont été rédigées par un disciple. L'« épitaphe lui attribue le mérite d'y avoir instauré la louange perpétuelle, alors inconnue en Occident ».